# Balıkesirspor
Balıkesirspor ist ein türkischer Fußballverein aus der nord-westanatolischen Stadt Balıkesir. Ihre Heimspiele tragen die Rot-Weißen im Atatürk-Stadion Balıkesir aus. Der Verein spielte in den Spielzeiten 1975/76 und 2014/15 in der Süper Lig und befindet sich in der Ewigen Tabelle der Süper Lig auf dem 65. Platz.

## Geschichte

### Gründung und die ersten Jahre
Balıkesirspor wurde 1966 durch die Fusion der Vereine Balıkesir İdman Yurdu, Balıkesir İdmanbirliği, Balıkesir İdmangücü, Balıkesir Karesi, Akıncılar Gençlik, Altı Eylül, Yıldırımspor, Egespor, Güven Ege und Doğan Hilâl in Balıkesir gegründet. Zur Spielzeit 1967/68 wurde der Verein in die zweithöchste türkische Spielklasse, die heutige TFF 1. Lig, aufgenommen und belegte gleich in der ersten Saison den dritten Tabellenplatz. Fortan spielte man acht Jahre in dieser Liga und verpasste einige Male als Tabellenzweiter den Aufstieg in die Süper Lig. Am Ende der Spielzeit 1974/75 erreichte man die langersehnte Meisterschaft der TFF 1. Lig und damit den direkten Aufstieg in die Süper Lig. Ein beachtlicher Teil dieses Erfolges wurde dem Stürmer Özer Umdu zugesprochen, der durch seine wichtigen Kopfballtore den Spitznamen Altın Kafa (dt.: Goldener Kopfball) erhielt. Er wurde 1978/79 während seiner Tätigkeit bei Adanaspor Torschützenkönig der Süper Lig und zählt heute zu den wichtigsten Spielern der Vereinsgeschichte.

### Erstligaaufstieg und die nachfolgenden Jahre
In der Süper Lig beendete man die Hinrunde der Saison 1975/76 überraschend als Tabellenvierter. In der Rückrunde erlebte man einen großen Leistungseinbruch und verpasste den Klassenerhalt. Anschließend spielte man zehn Jahre zweitklassig und stieg anschließend in die dritthöchste türkische Spielklasse ab.

### Systembedingter Abstieg in die TFF 3. Lig
Da mit der Saison 2001/02 der türkische Profi-Fußball grundlegenden Änderungen unterzogen werden sollte, wurden bereits in der Spielzeit 2000/01 Vorbereitungen für diese Umstellung unternommen. Bisher bestand der Profifußball in der Türkei aus drei Ligen: Der höchsten Spielklasse, der einspurigen Türkiye 1. Futbol Ligi, der zweitklassigen fünfspurig und in zwei Etappen gespielten Türkiye 2. Futbol Ligi und der drittklassigen und achtgleisig gespielten Türkiye 3. Futbol Ligi. Zur Saison 2001/02 wurde der Profifußball auf vier Profiligen erweitert. Während die Türkiye 1. Futbol Ligi unverändert blieb, wurde die Türkiye 2. Futbol Ligi in die nun zweithöchste Spielklasse, die Türkiye 2. Futbol Ligi A Kategorisi (zu dt.: 2. Fußballliga der Kategorie A der Türkei), und die dritthöchste Spielklasse, die Türkiye 2. Futbol Ligi B Kategorisi (zu dt.: 2. Fußballliga der Kategorie B der Türkei), aufgeteilt. Die nachgeordnete Türkiye 3. Futbol Ligi wurde fortan somit die vierthöchste Spielklasse, die TFF 3. Lig. Jene Mannschaften, die in der Drittligasaison 2000/01 lediglich einen mittleren Tabellenplatz belegten, wurden für die kommende Saison in die neugeschaffene vierthöchste türkische Spielklasse, in die 3. Lig, zugewiesen. Balıkesirspor, welches die Liga auf dem 14. Tabellenplatz beendet hatte, musste so systembedingt in die 3. Lig und damit nach 34-jähriger Profifußballzugehörigkeit in die Amateurliga absteigen.

### Rückkehr in den Profifußball und Viertligajahre
Nach dem systembedingten Abstieg im Sommer 2001 tat sich Balıkesirspor schwer in die niedrigste türkische Profiliga, die viertklassige TFF 3. Lig, aufzusteigen. Erst in der Saison 2005/06 wurde die höchste Amateurliga als Meister beendet, wodurch der Verein nach sechs Jahren wieder in den Profifußball zurückkehrte.

### Neuzeit
Nachdem man in den Jahren 2006 bis 2010 in der vierthöchsten Spielklasse aktiv gewesen war, stieg man erneut in die TFF 2. Lig auf. Hier verpasste man in der Saison 2011/12 den Aufstieg in die TFF 1. Lig erst in der Relegationsrunde. In der Saison 2012/13 schaffte man schließlich als Meister der TFF 2. Lig (Weiße Gruppe) den lang ersehnten Aufstieg in die TFF 1. Lig.
In die Süper Lig aufgestiegen belegte der Verein von Saisonbeginn an immer Tabellenplätze des unteren Tabellendrittels und schaffte unter dem Meistertrainer İsmail Ertekin nicht sich aus den Abwehrrängen längerfristig zu befreien. Als Folge für diese Misere entließ Ende November 2014 die Klubführung Ertekin und ersetzte diesen durch Kemal Özdeş. Mit diesem Trainer und durch Neuverpflichtungen in der Winterpause steigerte die Mannschaft ihre Leistungen. Während die Mannschaft in der Hinrunde mehrere hohe Niederlagen hinnehmen musste, holte sie mehrere Punkte und erwies sie sich jetzt als schwer bezwingbar. Nachdem aller durch unglücklich verlorene Spiele auch mit Özdeş eine Befreiung aus der Abstiegsregion nicht gelungen war, trat dieser Ende April 2015 zurück und wurde durch Cihat Arslan ersetzt. Unter diesem Trainer begann die Mannschaft erfrischenden Offensivfußball zu spielen. So brachte die Mannschaft beim ersten Spiel unter Arslan den amtierenden Meister Fenerbahçe Istanbul auswärts in Bedrängnis. In der Begegnung vom 29. Spieltag holte die Mannschaft zwei Mal einen Rückstand auf und verlor unglücklich mit 2:3. Nachdem man am 30. Spieltag ebenfalls unglücklich gegen Istanbul Başakşehir mit 1:2 unterlag, besiegt man am 31. Spieltag auswärts Kasımpaşa Istanbul und befreite sich nach 27 Spieltagen vom letzten Tabellenplatz. Am nächsten Spieltag schlug die Mannschaft zuhause den direkten Abstiegsrivalen Kardemir Karabükspor und bekam eine bessere Ausgangslage für den Klassenerhalt. Da aber am gleichen Spieltag der direkte Abstiegsrivale Çaykur Rizespor ebenfalls drei Punkte holte, verlor Balıkesirspor die Chance für den Klassenerhalt und stand als Absteiger fest.

## Erfolge
- Meister der TFF 1. Lig: 1974/75
- Vizemeister der TFF 1. Lig: 2013/14
- Aufstieg in die Süper Lig: 1974/75, 2013/14
- Meister der TFF 2. Lig: 1991/92, 2012/13
- Aufstieg in die TFF 1. Lig: 1991/92, 2012/13
- Vizemeister der TFF 3. Lig: 2009/10
- Aufstieg in die TFF 2. Lig: 2009/10

## Ligazugehörigkeit
- 1. Liga: 1975–1976, 2014–2015
- 2. Liga: 1967–1975, 1976–1986, 1992–1997, 2013–2014, seit 2015
- 3. Liga: 1986–1992, 1997–2001, 2010–2013
- 4. Liga: 2006–2010
- Regionale Amateurliga: 2001–2006

## Ehemalige bekannte Spieler
| - Olcan Adın - Osman Arpacıoğlu - Emre Aşık - Recep Biler - İlhan Eker - Fatih Kara - Sait Karafırtınalar - Mustafa Kocabey | - Egemen Korkmaz - Sinan Ören - Evren Nuri Turhan - Turgut Uçar - Özer Umdu - Aykut Yiğit - İzzet Yıldırım |

## Ehemalige Trainer (Auswahl)
- Şükrü Ersoy (August 1967 – März 1968)
- Fahrettin Cansever (März 1968 – Juni 1968)
- Abdullah Matay (Juni 1968 – Mai 1969)
- Recep Adanır (1970–1971)
- Candemir Berkman (September 1975 – Mai 1976)
- Coşkun Süer (Juni 1988 – Mai 1989)
- Ümit Turmuş (August 1991 – Mai 1992)
- Nihat Atacan (September 1992 – Dezember 1992)
- Necdet Zorluer (Juni 1993 – Dezember 1993)
- Erkan Velioğlu (Dezember 1993 – April 1994)
- Unbekannt (April 1994 – November 1994)
- Ergun Kantarcı (November 1994 – Mai 1996)
- Hüseyin Hamamcı (Juni 1996 – Oktober 1996)
- Unbekannt (Oktober 1996 – Oktober 1997)
- Ergun Kantarcı (Oktober 1997 – Januar 1998)
- Unbekannt (Januar 1998 – November 1999)
- Can Cangök (November 1999 – Mai 2000)
- Unbekannt (Mai 2000 – März 2001)
- Tuncay Soyak (März 2001 – Mai 2001)
- Unbekannt (Mai 2001 – März 2003)
- Ahmet Kılıç (März 2003 – Mai 2003)
- Unbekannt (Mai 2003 – August 2006)
- Mehmet Demirtaş (August 2006 – Oktober 2006)
- Unbekannt (Oktober 2006 – Oktober 2007)
- Mehmet Demirtaş (Oktober 2007 – März 2008)
- Unbekannt (März 2008 – November 2008)
- Can Cangök (November 2008 – Januar 2009)
- Özcan Kızıltan (Januar 2009 – Juni 2009)
- Ergun Ortakçı (Juli 2009 – Mai 2010)
- Selahaddin Dinçel (Juni 2010 – Dezember 2010)
- Mesut Dilsöz (Januar 2011 – Dezember 2012)
- İsmail Ertekin (Dezember 2012 – November 2014)
- Muhammet Yılmaz 1 (November 2014)
- Kemal Özdeş (Dezember 2014 – April 2015)
- Cihat Arslan (April 2015 – Mai 2015)
- Erkan Sözeri (August 2015 – Oktober 2015)
- Muhammet Yılmaz 1 (Oktober 2015 – November 2015)
- Fikret Yılmaz (November 2015 – März 2016)
- Reha Erginer (März 2016 – September 2016)
- Can Cangök (Oktober 2016 – Dezember 2017)
- Giray Bulak (Januar 2018 – Juli 2019)
- Ali Tandoğan 2 (August 2019 – )

## Präsidenten (Auswahl)
- Tuna Aktürk
- Mustafa Bahçeci
- Kadir Dağlı